# Lara Möller
Lara Möller (geboren am 31. Oktober 1978 in Hamburg) ist eine deutsche Autorin von Kriminal- und Science-Fiction-Romanen.

## Leben
Nach dem Abitur machte Möller eine Ausbildung zur Schifffahrtskauffrau und arbeitete anschließend fünf Jahre lang bei einem Hamburger Schiffsmakler. In dieser Zeit schrieb sie drei Romane aus der Welt des Rollenspiels Shadowrun. 2006 unternahm sie eine zehnmonatige Reise nach Australien. Seit ihrer Rückkehr nach Hamburg arbeitet sie wieder in der Schifffahrt. 2018 erschien der erste Band einer Reihe von Hamburger Regionalkrimis um den Privatdetektiv Christopher Diecks.

## Bibliografie
Shadowrun
- Bd. 6 Ash. Fantasy Productions, Erkrath 2001, ISBN 3-89064-574-7. Überarbeitete Neuausgabe als Bd. 60: Heyne, München 2007, ISBN 978-3-453-52238-1.
- Bd. 12 Flynns Weg. Fantasy Productions, Erkrath 2003, ISBN 3-89064-585-2.
- Bd. 17 Quickshot. Fantasy Productions, Erkrath 2004, ISBN 3-89064-595-X. Überarbeitete Neuausgabe als Bd. 62: Heyne, München 2007, ISBN 978-3-453-52305-0.

Christopher Diecks (Krimiserie)
- 1 Christopher Diecks Privatdetektiv. bookshouse, Polemi, Zypern 2018, ISBN 978-9963-53-964-2.
- 2 Unter dem Eis. bookshouse, Mesogi, Zypern 2019.

Einzelromane
- Dark Desires : Im Bann der Unsterblichkeit. Dead-Soft-Verlag, Mettingen 2012, ISBN 978-3-943678-01-7.
- Detroit undercover. p.machinery Michael Haitel, Murnau am Staffelsee 2016, ISBN 978-3-942533-64-5.